# Павелек, Алойзи
Алойзи Павелек (пол. Alojzy Pawełek; 22 ноября 1893, Варшава — 30 октября 1930, Варшава) — капитан-врач Войска Польского, доктор медицинских наук, разведчик и инструктор скаутов, скаутмастер, автор первых скаутских учебников и публикаций в области физического воспитания.

## Биография
Он родился 22 ноября 1893 года в Варшаве. Окончил гимназию им. М. Рыхловского (1913). В 1911 году стал соорганизатором скаутской команды им. Ю. Ордона на Воле и один из основателей 1-й  WDH им. Р. Траугутта. Он инициировал организацию отряда из учащихся ремесленных классов при Музее Промышленности и Сельского Хозяйства и технического училища при Музее Ремёсел и Прикладного Искусства. С 1912 года он также руководил отрядом разведчиков им. М. Конарского, который с 1915 года носит номер «10 WDH».
Летом 1913 года он был командиром первого лагеря разведчиков в Колбаче на Полесье. Осенью он стал экзаменатором командных курсов в Динаше, а в декабре — курсов лагерных инструкторов в Страхуве под Варшавой. В 1914 году он был одним из организаторов курсов женского скаутского командования в Варшаве, а летом участвовал в общенациональных курсах в Сколе. В результате боевых действий он оказался в России, где также дал начало четырём разведывательным отрядам. В 1918 году в Киеве организовал 2-й инструкторский курс в Кинь-Грусте. Позже в этом же месте он стал членом скаутского штаба. С 1921 года, после возвращения в Варшаву, редактировал еженедельник «Скаутмастер». Будучи младшим скаутмастером, он стал научным руководителем инструкторского курса штаба варшавского знамени в Казуне Польском. В начале мая 1930 году он принял на себя руководство кафедрой физического воспитания и военной подготовки в варшавском отделении СХП.
Во время Первой мировой войны был солдатом Польских легионов, служил во 2-й бригаде. Позже он воевал в рядах 1-го Польского корпуса генерала Довбора-Мусницкого. Был в русском плену. Ещё находясь на военной службе во время войны, он изучал медицину.

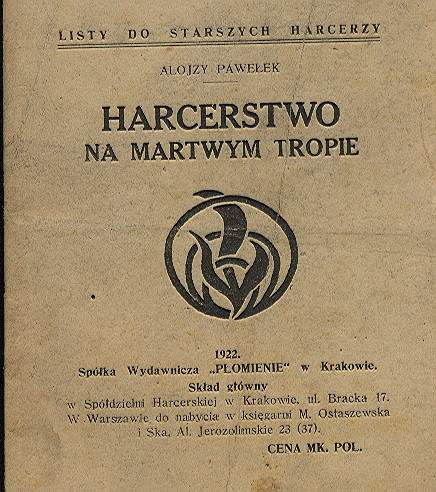
Обложка книги А. Павелка под названием «Скаутинг по мертвому следу»

После восстановления независимости Польши он был принят в Войско Польское. 1 июня 1919 ему было присвоено звание поручика пехоты по выслуге лет. Он стал сотрудником созданного летом 1919 года в научно-учебном отделе министерства военных дел отдела физического воспитания, где служил старшим делопроизводителем, а с начала 1920 по апрель 1921 года был заведующим отдела (после чего его сменил инициатора WWF — капитана Владислава Осмольского). В 1923—1924 годах он был офицером 42-го пехотного полка из Белостока, командированного на учёбу в Варшавский университет. В 1925 году получил диплом врача. Из 42-го пехотного полка он был назначен в Центральную военную школу гимнастики и спорта в Познани в качестве дежурного на офицерских курсах физкультуры, которые не закончил, так как с 1 мая был назначен врачом этой же школы в 1925 году, заменив больного майора — доктора Влодзимежа Миссиуро. Позже он был научным директором этой школы. В 1920-е годы он оставался в составе научных сотрудников ЧВШГиС, читал лекции по прикладной анатомии человека и механике движения, повторению химии и физики, фундаментальным наукам, принципам и организации физического воспитания в Польше, физиологии и гигиене физических упражнений, общей патологии. Кроме того, он проводил там медицинские осмотры и измерения. В 1928 г. он получил степень доктора медицины. Произведен в чин капитана пехоты по выслуге лет и утвержден в должности 1 января 1927. Он был автором отчётов о деятельности ЧВШГиС, в том числе обширной брошюры 1929 года. В то же время в Познани он был членом городского комитета физкультуры и военной подготовки. Затем он был одним из специалистов по строительству университета-преемника, то есть Центрального института физического воспитания в Варшаве, созданного в конце 1929, где он стал заместителем профессора анатомии, ассистентом кафедры анатомии. В этом университете он также стал куратором утвержденной в декабре 1929 году ЦИФВ. Перед 1930 переведен в санитарно-офицерский корпус.

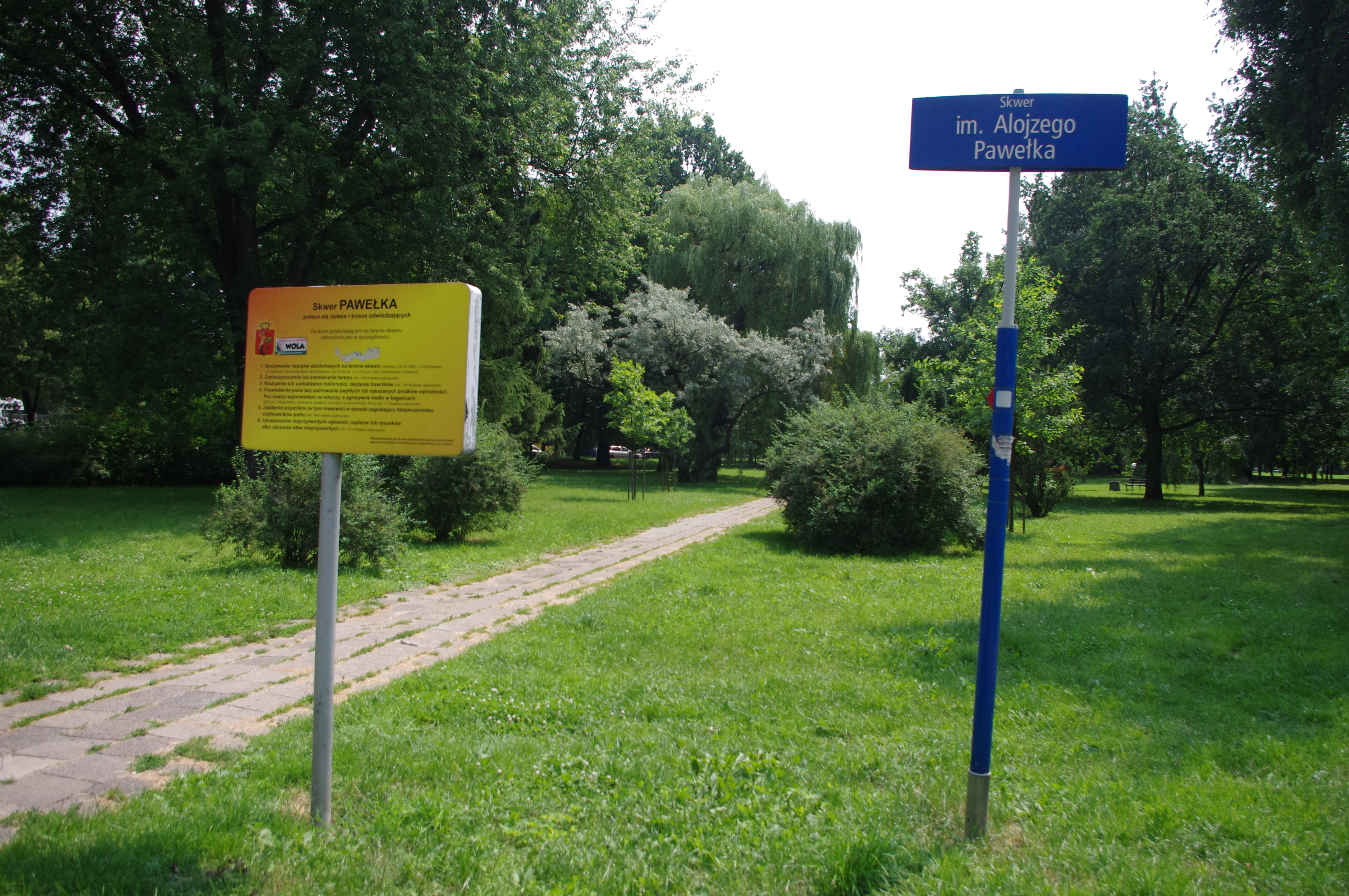
Сквер Алойзы Павелека в Варшаве

Вечером 30 октября 1930 другой преподаватель этого университета, капитан-доктор Здислав Шидловский, после непродолжительной ссоры между ними, застрелил Павелека несколькими выстрелами из огнестрельного оружия. По сообщениям прессы, между двумя офицерами существовала многолетняя неприязнь, а в декабре 1929 года между ними состоялась дуэль. 4 ноября 1930 после панихиды в гарнизонной церкви на Длуге похоронен на Воинском кладбище в Повонзках (секция B15-6-17).